# Karl Friedrich von Posadowsky
Karl Friedrich Graf von Posadowsky, Freiherr von Postelwitz (* 3. August 1695 in Lampersdorf; † 7. April 1747 in Wriezen) war ein preußischer Generalleutnant, Chef des Dragonerregiments Nr. 1 und der Ritterakademie Liegnitz.

## Leben

### Herkunft
Karl Friedrich war der Sohn von Christian Adam von Posadowsky (* 7. April 1663 in Ohlau; † 11. Oktober 1716 in Brieg) und dessen erster Ehefrau Anna Charlotte, geborene von Gfug (* 18. September 1672 in Manze; † 1695 in Lampersdorf) aus dem Hause Manze. Sein Vater war Stiftshauptmann von Quedlinburg, Senior des Domstifts Sancti Mauritii zu Magdeburg, Landesältester von Oels-Bernstadt sowie Herr auf Ober- und Nieder-Lampersdorf und Eckersdorf.

### Militärkarriere
Nach dem Besuch des Maria-Magdalenen-Gymnasiums in Brieg wurde Posadowsky am 7. August 1712 als Fähnrich bei Regiment „Garde“ der Preußischen Armee angestellt. Ende März 1714 wurde er Sekondeleutnant in seinem Regiment und nahm am Feldzug 1715 in Pommern teil. Bereits vor der Belagerung von Stralsund war er am 6. Dezember 1715 als Rittmeister in das Kürassierregiment Nr. 6 versetzt worden. Am 29. August 1718 wurde Posadowsky Major und am 8. Juni 1722 Oberstleutnant. Der König schickte ihn Ende Januar 1729 nach Kassel, um während einer Revue die hessischen Truppen zu begutachten.
Am 11. Juni 1732 wurde er Oberst und einen Monat später Regimentskommandeur. Im August 1736 gab er das Kommando ab und übernahm das Kürassierregiment „von Katte“. Ende August 1736 wurde er zum Amtshauptmann von Oletzko ernannt. Der König schickte Posadowsky im Januar 1740 auf Werbung ins Eichsfeld und im Oktober desselben Jahres nach Schlesien.
Als 1740 Friedrich II. den Thron bestieg verlieh dieser ihm den Orden Pour le Mérite. Im Ersten Schlesischen Krieg schloss er am 3. Januar 1741 zusammen mit dem Oberst Kaspar Wilhelm von Borcke einen Neutralitätsvertrag mit der Stadt Breslau. In der Schlacht bei Mollwitz am 10. April 1741 kommandierte er die Reiterei des linken Flügels. Während die Reiterei des rechten Flügels versagte, konnten die Einheiten von Posadowsky Erfolge verbuchen. Nach der Schlacht teilte der König das Dragonerregiment „von Platen“. Der bisherige Chef des Regiments Hans Friedrich von Platen erhielt die leichten Einheiten, die von nun an das gleichnamige Dragonerregiment bildeten, während die schweren Einheiten unter ihrem neuen Chef Posadowsky weiter im Dragonerregiment Nr. 1 verblieben. Am 4. Juni 1741 erhielt er die Beförderung zum Generalmajor und im Januar 1742 wurde er Chef der Ritterakademie Liegnitz. Er nahm trotzdem am Feldzug in Mähren teil und kam bis in die Nähe von Wien. 1744 kämpfte er in Schlesien. Er nahm an den Kämpfen bei Hohenfriedberg teil und wurde für seinen Mut auf dem Schlachtfeld zum Ritter des Schwarzen Adlerordens geschlagen. In der Schlacht bei Soor kämpfte er unter Wilhelm Dietrich von Buddenbrock und kommandierte die Kavallerie am linken Flügel.
Am 19. November 1746 machte ihm der König aber Vorhaltungen („légéreté des Gemüthes“), da er die Regimentskasse mit seiner verwechselt hatte. Das Kriegsgericht blieb ihm erspart, aber die Kasse wurde fortan von einem Oberstleutnant verwaltet. Posadowsky starb etwas später am 7. April 1747.

### Familie

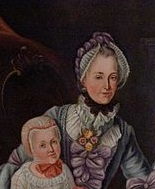
1771 Anna Eleonore Charlotte Friederike von Posadowsky, Freiin von Postelwitz (1735–1813)

Posadowsky war seit dem 6. November 1720 mit Eleonore Elisabeth von Seidlitz und Gohlau (* 9. März 1702; † 3. Juni 1796 in Diersdorf) verheiratet. Das Paar hatte folgende Kinder:
- Friedrich Wilhelm[3] (* 17. September 1721 in Manze; † 9. Oktober 1781), preußischer Hofmarschall
 ⚭ 13. Januar 1743 (geschieden 27. Juni 1746) Louise Wilhelmine Marquise von Varenne (* 27. Mai 1725; † 3. August 1757), Tochter von Oberst Friedrich Wilhelm von Varenne 
 ⚭ 2. Februar 1761 Amalie von Wehner († 1776)[4]
- Karl August Leopold (* 31. Mai 1724), preußischer Major
- Christian Wilhelm Siegmund (1725–1791), Generalmajor ⚭ 5. September 1760 Luise Henriette Karoline Elisabeth von Hochberg (* 14. Januar 1731; † 18. Februar 1764)[5]
- Eugen Ferdinand August (* 17. Mai 1728 in Leubitz; † 21. April 1777), preußischer Rittmeister ⚭ 1765 Sophie Wilhelmine Charlotte Auguste von Schenck (* 1729; † 1. Januar 1815)
- Johann Adam Ludwig (* 15. August 1731 in Halberstadt), preußischer Major ⚭ Anna Eleonore von Tschammer
- Anna Eleonore Charlotte Friederike (* 6. Juli 1735 in Aschersleben; † 27. Januar 1813) ⚭ Karl Friedrich Graf von Pfeil und Klein-Ellguth (* 25. Mai 1735; † 3. April 1807), Landrat
- Karoline Katharina Luise Henriette (* 28. Januar 1738 in Angerburg; † 12. Februar 1824 in Medzibor)
 ⚭ 1768 Hans Friedrich von Sauerma (* 6. Dezember 1699; † 21. September 1779), Oberamts- und Regierungsrat
 ⚭ 1790 Karl Wilhelm von Tschirschky (1735–1803), Kreisdeputierter, Generalmajor

Posadowsky wurde am 20. Januar 1743 für sich und die Nachkommen seines ältesten Sohnes in den erblichen Grafenstand erhoben.